# Barran
Barran är en kommun i departementet Gers i regionen Occitanien i sydvästra Frankrike. Kommunen ligger i kantonen Auch-Sud-Ouest som tillhör arrondissementet Auch. År 2022 hade Barran 673 invånare.

## Befolkningsutveckling
Antalet invånare i kommunen Barran
Referens:INSEE